# Короленко, Евгений Сергеевич
Евгений Сергеевич Короленко (укр. Євген Сергійович Короленко; род. 15 октября 1938, Лариндорфский район, Крымская АССР) — советский и украинский учёный, заведующий кафедрой социальной медицины и организации здравоохранения в Крымском государственном медицинском университете имени Сергея Георгиевского.

## Биография
Родился 15 октября 1938 года (село Гвардейское, Первомайский район, Крымская область); русский.
Образование: Крымский медицинский институт, лечебный факультет (1965), врач-кардиолог.
Доктор медицинских наук, профессор. Кандидатская диссертация «Прогнозирование результатов электроимпульсной терапии у больных с миганием передсердець» (Крымский медицинский институт, 1993). Докторская диссертация «Автоматизированная информационно-прогностическая система санаторно-курортного лечения больных хронические неспецифические заболевания лёгких» (Крымский республиканский НИИ физических методов лечения и медицинской климатологии имени Ивана Сеченова, 1996).
Народный депутат Украины 12(1) созыва с марта 1990 (2-й тур) до  апреля 1994 года, Коммунарский избирательный округ № 181, Запорожская область. Член Комиссии по вопросам здоровья человека. Группа «За советскую суверенную Украину».
- Август 1957 — август 1959 — колхозник колхоза «Прогресс», село Гвардейское.
- Сентябрь 1959 — июль 1965 — студент Крымского медицинского института.
- Август 1965 — апрель 1973 — врач, заместитель главного врача Токмакской центральной районной больницы Запорожской области.
- Апрель 1973 — июнь 1975 — главный врач Васильевской центральной районной больницы Запорожской области.
- Июль 1975 — октябрь 1991 — главный врач Запорожской областной клинической больницы.
- Октябрь 1991 — 1993 — заведующий отделом охраны здоровья Крымского облисполкома.
- 1993 — июль 1995 — министр здравоохранения Автономной Республики Крым.
- 3 июля 1995 — 13 июля 1996 — Министр здравоохранения Украины.

Член-корреспондент Академии наук Крыма. Увлечения: охота, книги, самолетный спорт.

## Награды и почётные звания
Врач-организатор здравоохранения высшей категории (1979), «Отличник здравоохранения» (1981). Заслуженный врач УССР (1986). Орден «Знак Почёта» (1985), две медали.

## Семья
- Отец Сергей Григорьевич (1906—1962);
- мать Анастасия Яковлевна (1907—1998);
- жена Анна Андреевна (1945) — врач;
- сын Игорь (1966) — юрист-международник;
- сын Сергей (1971) — экономист-международник.

## Источник
- Справка